# Палац Кубадабад
Палац Кубадабад або Палац Кубад Абад (тур. Kubadabad Sarayı) — комплекс літніх резиденцій, побудований для султана Кей-Кубада I (1220–1236), правителя Конійського султанату. Палац розташований на південно-західному березі озера Бейшехір на південному заході Центральної Анатолії, Туреччина, трохи більше 100 кілометрів на захід від столиці сельджуків Коньї . 

## Місцевість палацу
Раніше про палац було відомо лише з описів тогочасного історика Ібн Бібі, який писав, що до кінця свого правління Кей-Кубад власноруч склав плани палацу, а за  забудову відповідав його візир Саад аль-Діна Кьопека.  Руїни палацу були знайдені аж у 1949 р. Перші розкопки відбулись в 1960-х роках німецьким археологом Катаріною Отто-Дорн, а нещодавно командою з університету Анкари на чолі з Рючаном Ариком. 
Комплекс включає 16 будівель, у тому числі 2 палаци, більший з яких відомий як Великий палац і розміром 50х55 м. Серед його особливостей — ігровий парк та невелику дерев’яну коабельню, копія Терсане в Аланії. 
Великий палац — це асиметрична споруда, що включає двір, кімнати для гостей, гарем та айван. Він чудовий своїми вишуканими фігурними кахлями, а його інноваційний план, змодельований з караван-сараїв, відображає відмінність із традиційною павільйонною структурою, яка раніше була притаманна палацовим будівлям. 
Палац Кубадабад незвичний тим, що розташований настільки далеко від укріпленого міста, на відміну від палаців сельджуків у Коньї та Кайсері. Скоріше за все, захист забезпечував фортечний комплекс, розташований на сусідньому острові Киз Калесі.  Інші руїни включають важливий хеттське джерело Ефлатун Пинар . 

## Кахлі
Розкопки в палаці Кубадабаду виявили чудову серію поліхромної керамічної плитки, яка зараз знаходиться в музеї Каратай Медресе в Коньї. Пофарбована підглазур'ю синього, фіолетового, бірюзового та зеленого кольорів, серія кахлів складається з білих зіркоподібних фігурних панелей, що чергуються з бірюзовими хрестами. Подібні кахлі була знайдені і в римському театрі в Аспендосі, який Кей-Кабад перетворив на палац. Тематика плитки включає людей і тварин як справжніх, так і фантастичних. Особливий інтерес представляють дві кахлі, на яких зображений султан,  та одна із зображенням двоголового орла з написом "al-sultān". Такі ж символи є і на інших роботах, спонсорованих Кей-Кабадом, наприклад, на міських стінах Коньї. 

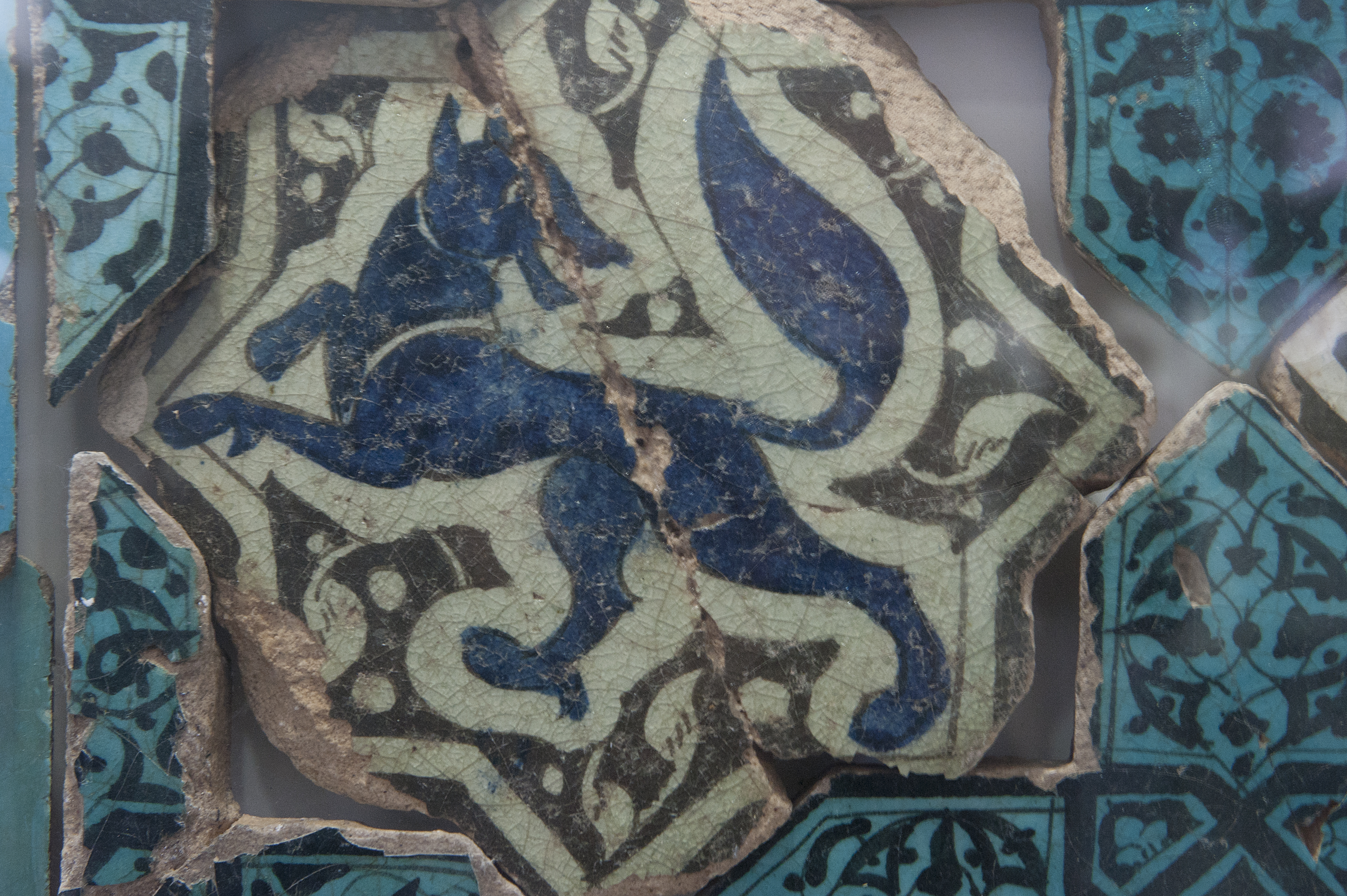
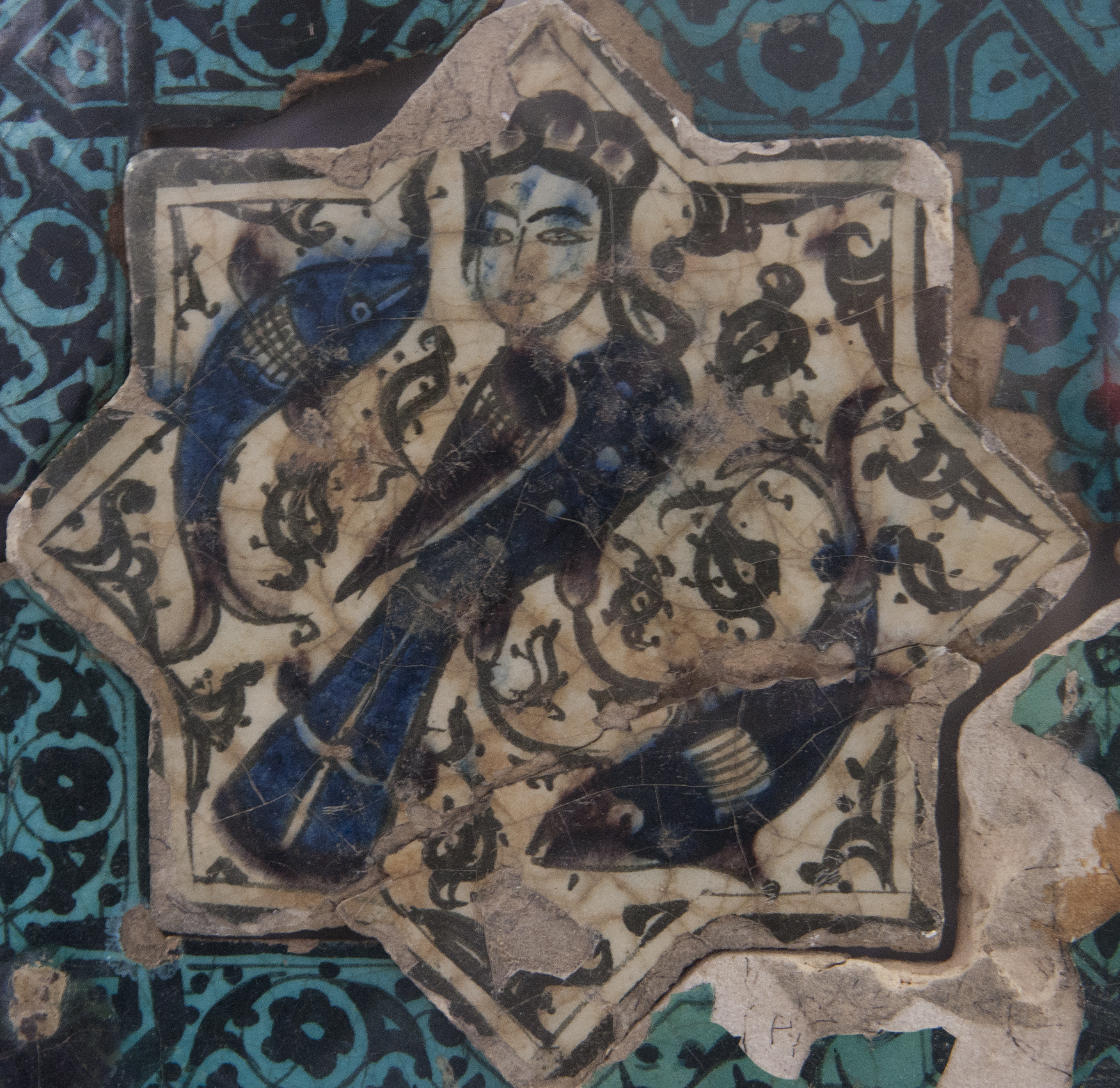
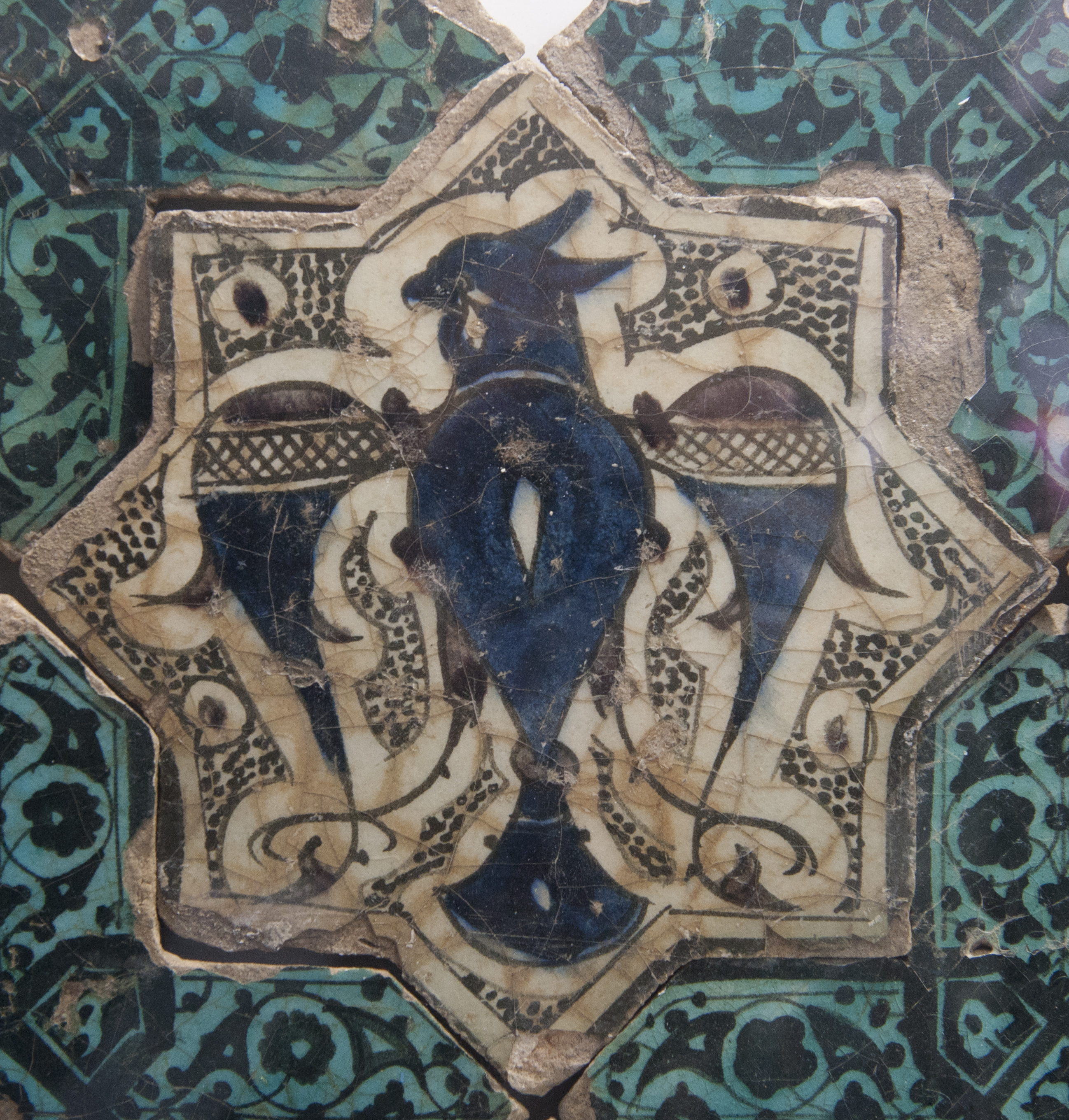
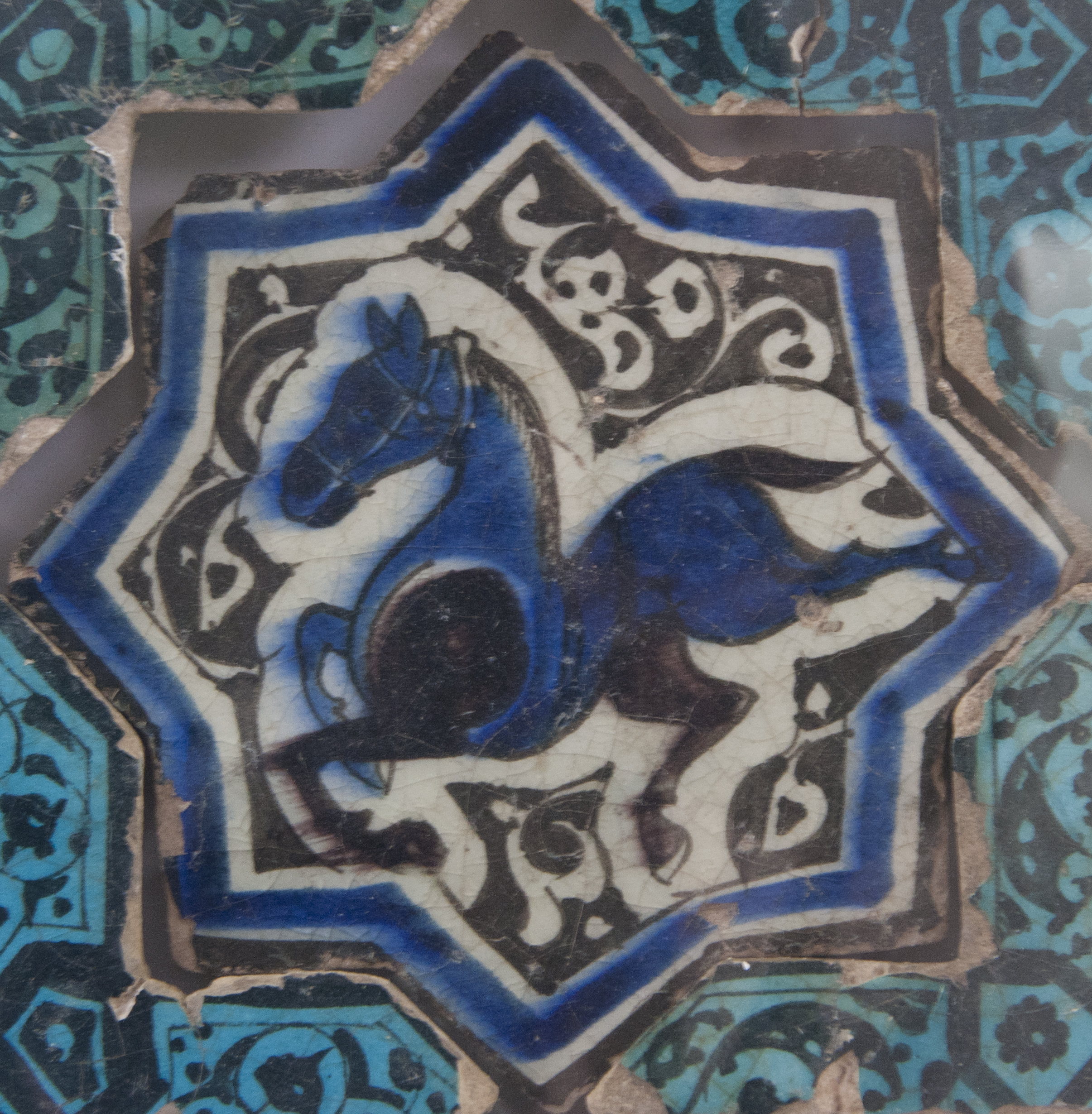
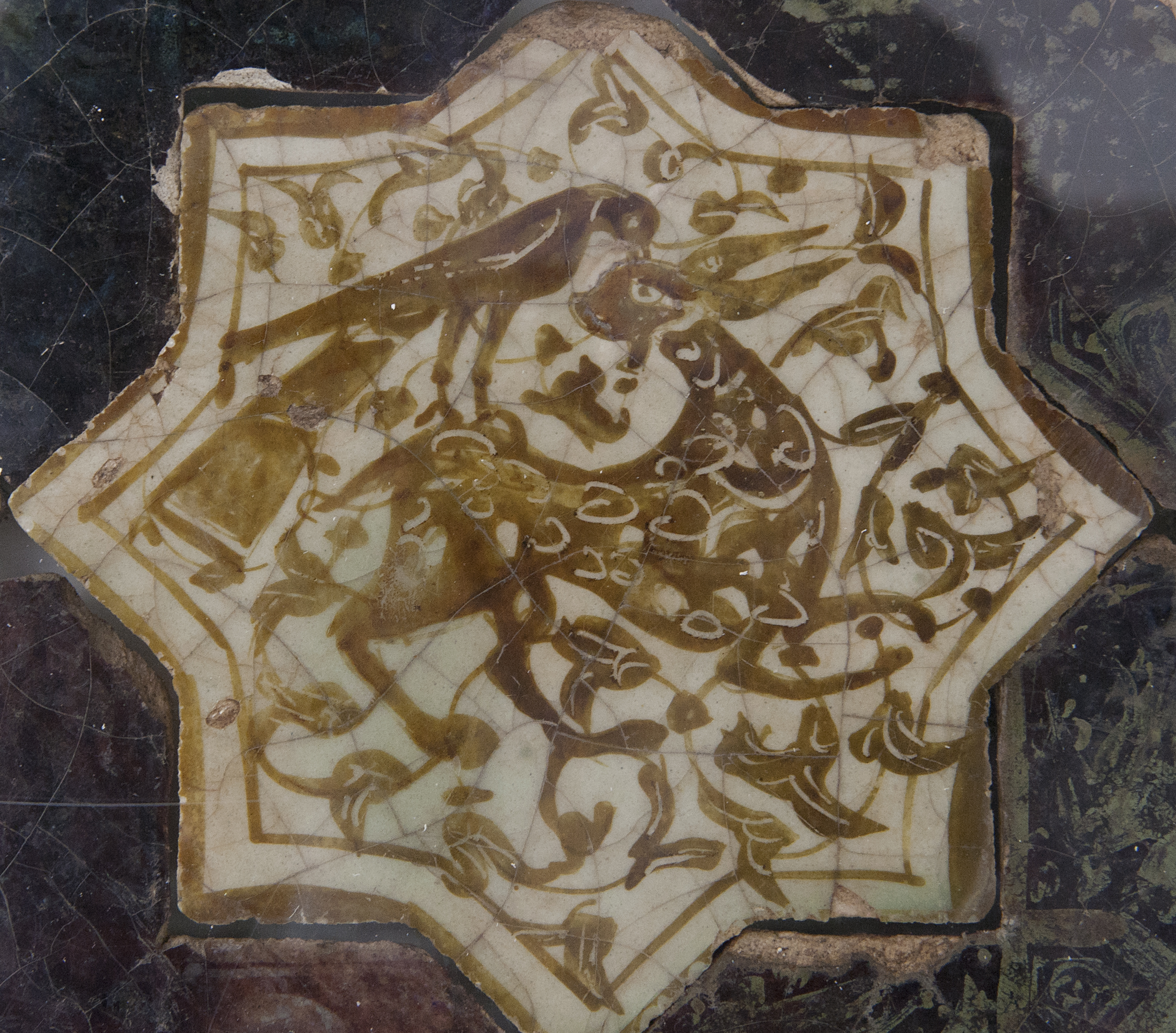
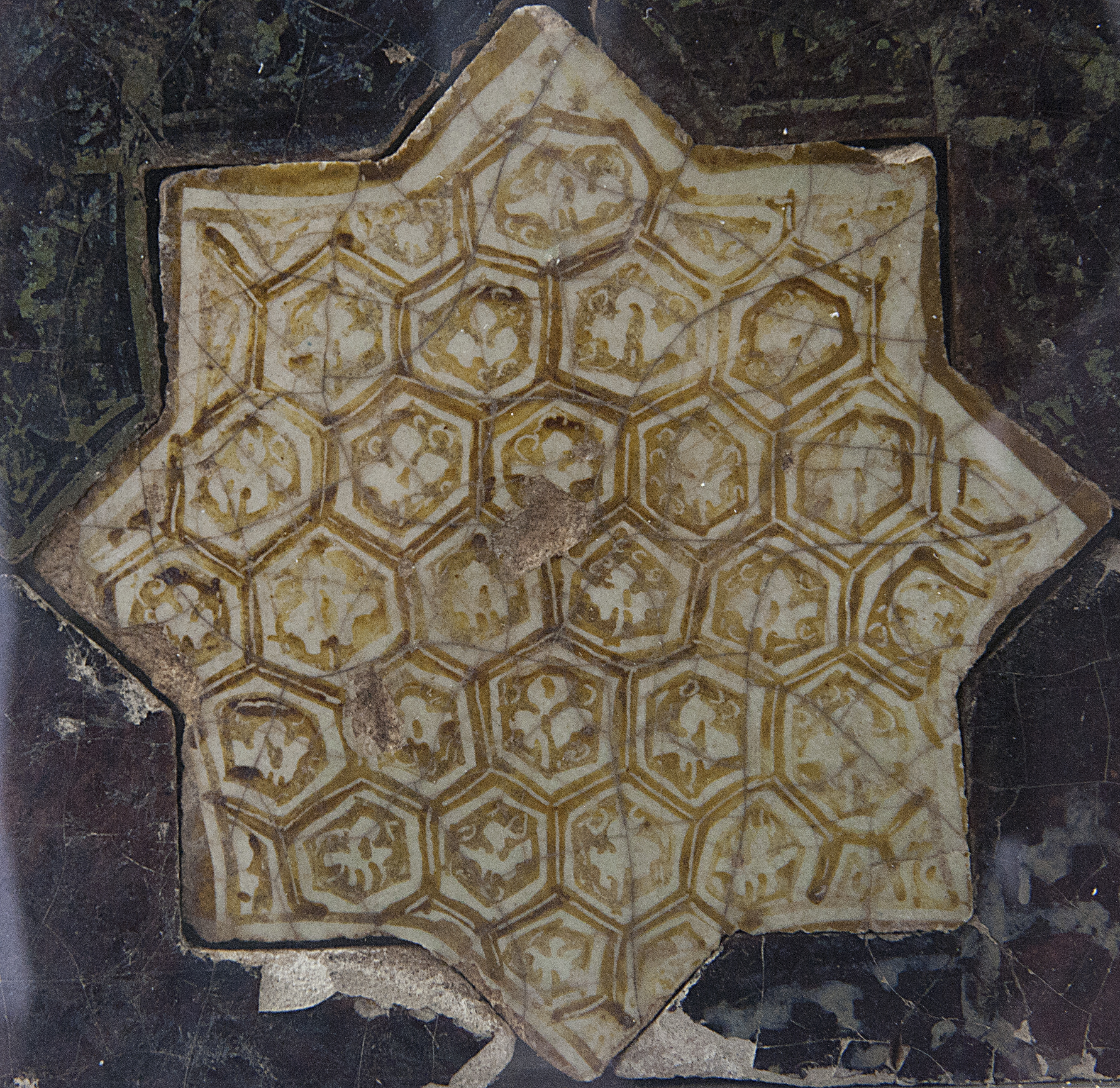
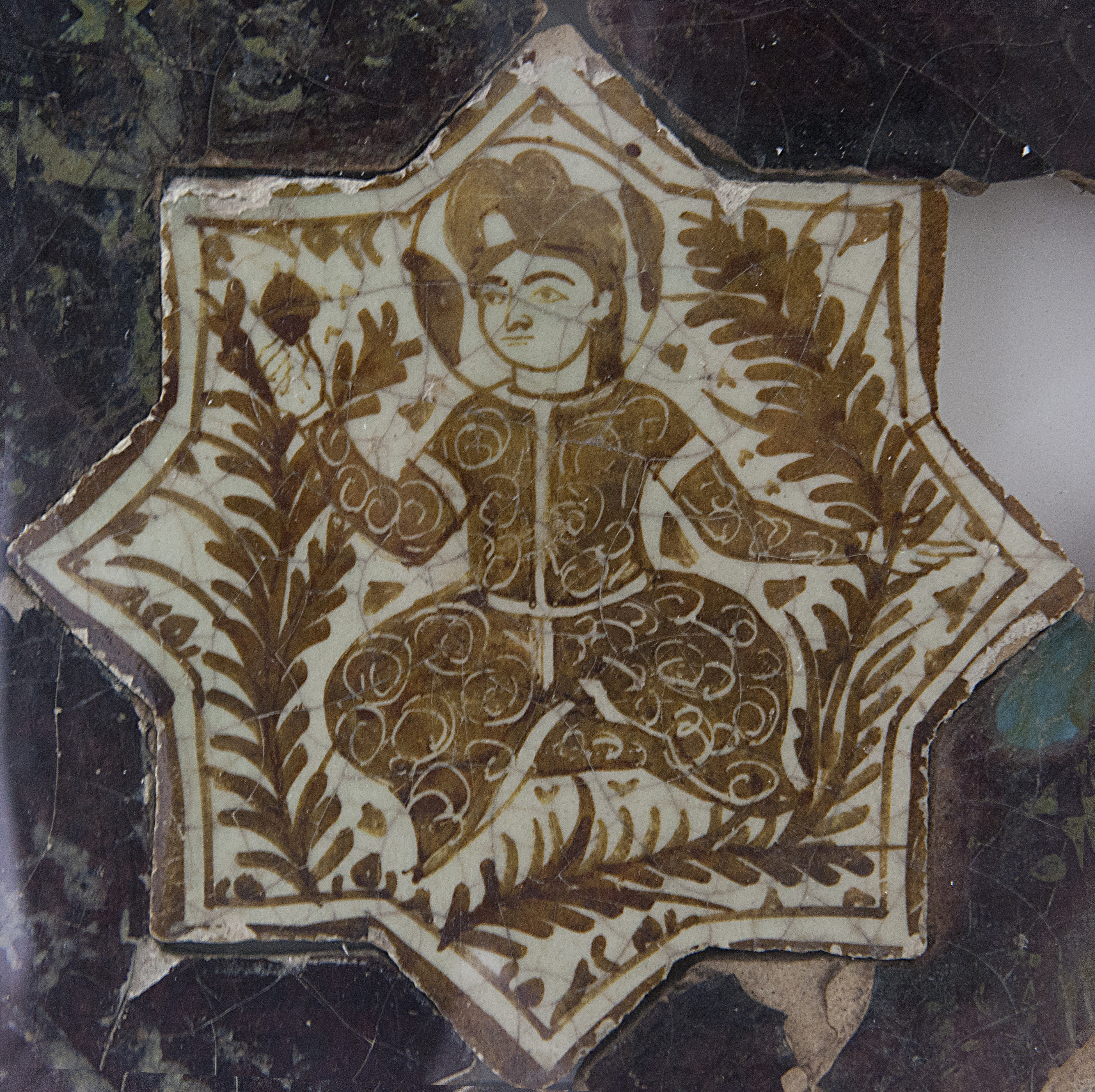
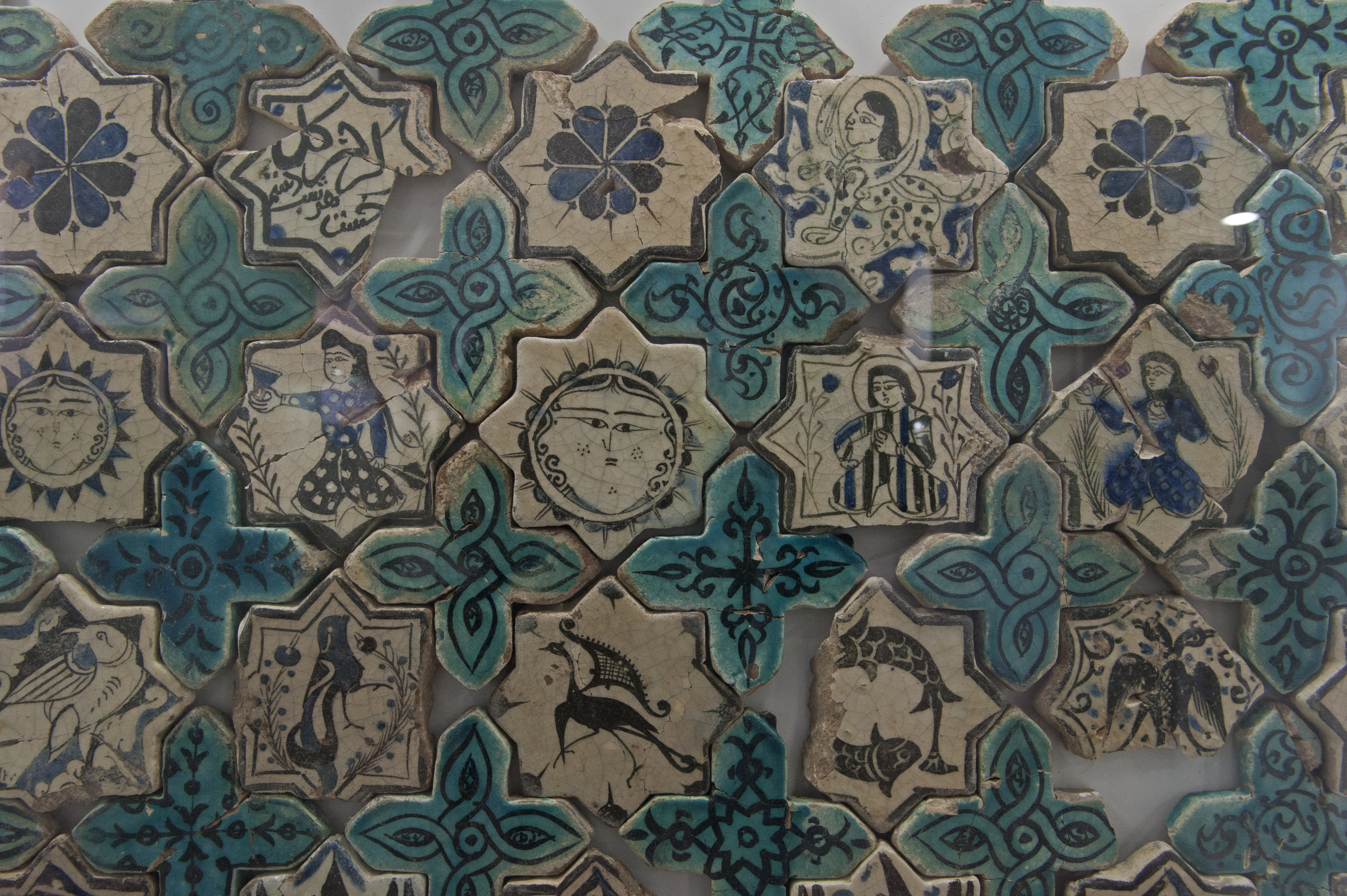